# هفلین (لوئیزیانا)
هفلین (به انگلیسی: Heflin) شهری در ایالت لوئیزیانا کشور ایالات متحده آمریکا است که جمعیت آن در سرشماری سال ۲۰۱۰ میلادی، ۲۴۴ نفر بوده‌است.